# СПП-1 (пистолет)
СПП-1 (Специальный Пистолет Подводный) — советский подводный пистолет, является личным оружием боевого пловца-аквалангиста и служит для поражения подводных целей, как морских хищников, так и водолазов противника.

## Kонструкция
Пистолет СПП-1 представляет собой конструкцию, основными элементами которой являются несъёмный откидной блок из четырёх стволов, заряжаемый снаряженными обоймами по 4 патрона, а также самовзводный ударно-спусковой механизм, обеспечивающий последовательное разбитие капсюлей патронов.
Огонь из пистолета ведется одиночными выстрелами. Пистолет заряжается патронами вручную, жёсткозакреплёнными специальной обоймой емкостью 4 патрона.
Патрон пистолета СПС снаряжается игловидной (стреловидной) пулей.
Каждый пистолет СПП-1М комплектуется десятью обоймами для патронов, кобурой из искусственной кожи, приспособлением для заряжания патронов в обоймы, поясным ремнём для ношения и тремя металлическими пеналами для снаряженных обойм.

## Варианты и модификации
- СПП-1 — в марте 1971 г. комплекс СПС-СПП-1 был принят на вооружение.
- СПП-1М — конструктивной особенностью пистолета СПП-1М, в отличие от пистолета СПП-1, является наличие спускового механизма с пружиной спускового крючка, размещённой над его шепталом, обеспечивающего меньшее усилие спуска, а также расширенной спусковой скобы, позволяющей использовать трёхпалую резиновую рукавицу утеплённого снаряжения.

## Страны-эксплуатанты
- СССР
- Россия[1]